# Sammlung Goetz

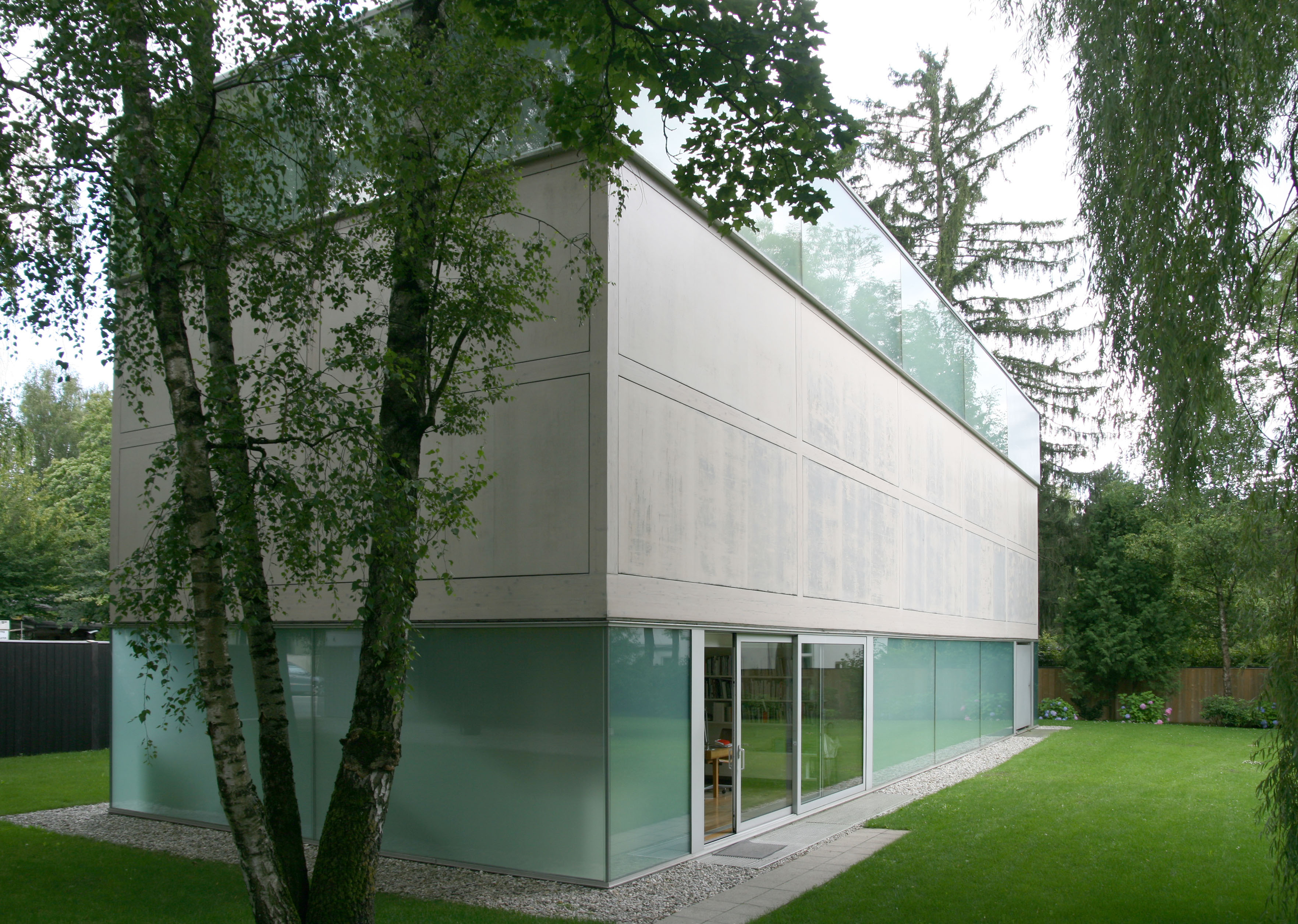
Museumsgebäude der Sammlung Goetz

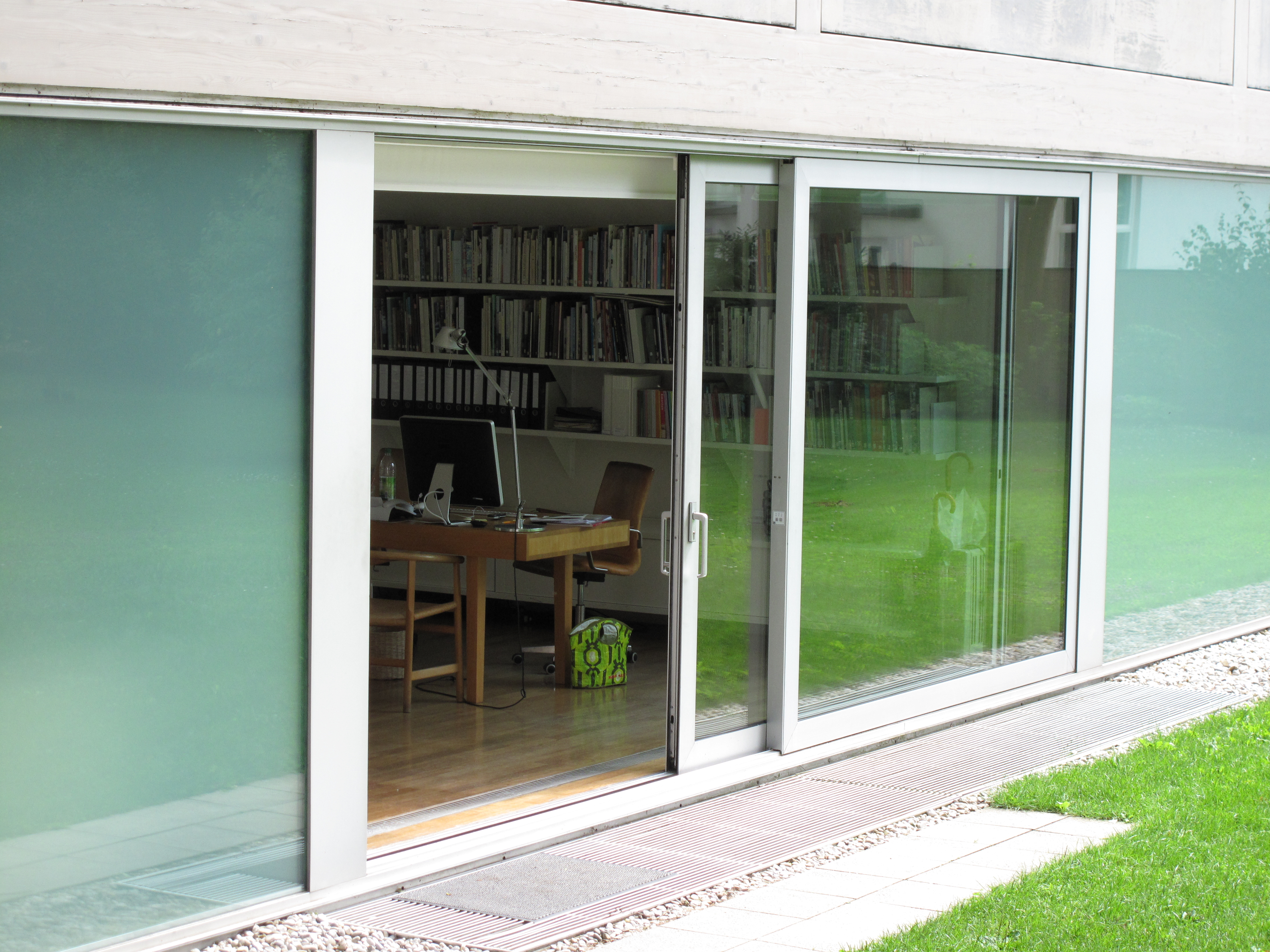
Eingangsbereich zum Museumsgebäude der Sammlung Goetz

Die Sammlung Goetz ist eine Sammlung zeitgenössischer Kunst in München, die in Wechselausstellungen in einem eigenen Museumsgebäude gezeigt wird. Aktuell ist das Museum wegen geplanter Sanierungsmaßnahmen geschlossen.

## Lage
Das Museumsgebäude der Sammlung Goetz befindet sich in der Oberföhringer Straße 103 im Münchner Stadtteil Oberföhring.

## Konzeption und Anspruch
Die Sammlung Goetz möchte in ihren Wechselausstellungen die Eigenständigkeit von Kunst darstellen. Dabei sollen die Ausstellungen so gestaltet und präsentiert werden, dass die Kunstwerke dem Besucher die Welt in zuvor nicht geahnter Weise zeigen. Damit möchte die Sammlung Goetz bei allen Besuchern für eine Offenheit der Wahrnehmung und für eine beständige Korrektur des eigenen Denkens und von Ansichten werben.

## Sammlung
Die Sammlung Goetz entstand als von der Münchnerin Ingvild Goetz zusammengetragene private Kunstsammlung mit Werken der Zeitgenössischen Kunst von den 1960er Jahren bis in die Gegenwart. Ein früher Schwerpunkt war die Arte Povera der 1960er Jahre. Später wurde sie um Werke junger US-amerikanischer und britischer Künstler ergänzt.
Heute besteht die Sammlung aus der ganzen Bandbreite künstlerischer Ausdrucksformen der Gegenwart: Gemälde, Grafiken, Zeichnungen, Fotografien, Video- und Filmarbeiten sowie Mehrfachprojektionen und raumbezogene Installationen. Für die Medienkunst wurde im Untergeschoss nachträglich ein eigener Bereich geschaffen, der alle technischen und räumlichen Anforderung hierfür erfüllt.
Im September 2013 schenkte Ingvild Goetz das Museum und den Teil der Sammlung, der in ihrem Alleineigentum stand, dem Freistaat Bayern. Die Werke, an denen Familienmitglieder Miteigentum halten, werden als Dauerleihgabe im Museum bleiben, wenn es auf den Freistaat übergeht.

## Museumsgebäude
Die Sammlung Goetz hat ein eigenes Museumsgebäude, das vom Schweizer Architekturbüro Herzog & de Meuron und Bernhard Behringer entworfen und von Josef Peter Meier-Scupin ausgeführt wurde. Fotografisch dokumentiert von Christian Kerez und Franz Wimmer. Der Verkauf von Werken von Cy Twombly half mit das Gebäude zu finanzieren. Seit 1993 finden hier Wechselausstellungen statt, um so die Bestände der Sammlung Goetz zu präsentieren. Im Jahr 1997 besuchte Philip Johnson zwei Bauten in München – die Sammlung Goetz von Jaques Herzog und Pierre de Meuron und das MIMESIS-Atelier von Peter Haimerl. 2004 wurde das Museumsgebäude im Untergeschoss um den Medienbereich „BASE103“ erweitert, damit die Medienarbeiten der Sammlung Goetz angemessen gezeigt werden können.

### Konzeption des Museumsgebäudes
Das Museumsgebäude steht als Solitär auf einem umzäunten parkähnlichen Gelände. Da die Bauvorschriften für das Wohngebiet dem Gebäude Grenzen in Bezug auf Grundfläche und Höhe auferlegten, musste der Ausstellungsraum durch ein Kellergeschoss ergänzt werden, um die gewünschte Ausstellungsfläche zu erzielen. Die beiden Etagen verfügen über eine Raumhöhe von 5,5 bzw. 4 Metern und sind mit ungestrichenem Putz versehen.
Zugleich wurde in der Gebäudekonzeption die übliche Hierarchie der Räume umgedreht: Der große Ausstellungssaal ist im Keller, drei kleinere Ausstellungsräume im oberen Stockwerk. Statt für ein klassisches Oberlicht entschied man sich, unterhalb der Decke Bänder aus mattiertem Glas einzusetzen, damit so im oberen Geschoss wie im Kellergeschoss das Tageslicht blendfrei und gleichmäßig einfallen kann. So ist die Lichtsituation in allen Ausstellungsräumen gleich – egal ob man sich im Untergeschoss oder im oberen Stockwerk befindet. Damit gelang es, auf beiden Ausstellungsebenen eine gleichwertige Raumqualität zu schaffen.

### Konzeption des Medienbereichs BASE103
Als das Museumsgebäude für die Präsentation der Medienarbeiten erweitert wurde – durch den Medienbereich „BASE103“ – wurden bestehende Lagerräume der Sammlung Goetz durch den Münchner Architekten Wolfgang Brune in Absprache mit Herzog und de Meuron aus- und umgebaut.
Ziel war es, hier einen Medienraum zu schaffen, der die besondere Sehweise bei der Wahrnehmung von Medienkunst, berücksichtigt. Zugleich sollte dieser Raum es ermöglichen, dass die Besucher sich ausschließlich auf die vorgeführten Präsentationen konzentrieren können und durch nichts abgelenkt werden. Hierfür wurde der Medienbereich mit dunklem Filz ausgekleidet, was einen vollkommenen akustischen wie optischen Kontrast zu den anderen Ausstellungsräumen erzeugt.
Der Zugang zu diesem Ausstellungsbereich wurde in Form einer dunklen Schleuse gestaltet: Zum ersten kleinen Filmraum führen einige Stufen. Hier nimmt die Beleuchtung langsam ab. Der Filmraum selbst ist mit einem Vorhang abgetrennt und kann damit vollkommen verdunkelt werden. Dem Filmraum angeschlossen ist der große, teilbare Medienraum, der für jede Projektionsart technisch ausgelegt ist. Den Abschluss des Medienbereichs bildet wieder ein kleiner Raum, der aber heller ist und somit eine Brücke zu den lichten Ausstellungsräumen des übrigen Museumsgebäudes bildet. Diese Raumabfolge mit einem kleinen dunklen Raum, einem großen dunklen Raum und einem kleinen helleren Raum soll auch den verschiedenartigen Anforderungen an die Präsentation filmischer und medialer Arbeiten gerecht werden.
In die technische Ausstattung der drei Medienräume flossen die Erfahrungen ein, die mit der Ausstellung >>fast forward (2003/2004) im ZKM in Karlsruhe gesammelt wurden: So wurden sämtliche Wandschalen in den Räumen vorinstalliert. Darüber hinaus verfügt der große Medienraum über einen begehbaren Installationsschacht. Die Lüftung wurde – wie im ganzen Museumsgebäude – mit einem Umluftzirkulationssystem realisiert. Dabei werden sämtliche Räume mechanisch unterstützt entlüftet, wobei die nachströmende Außenluft lediglich leicht konditioniert wird.
Wichtig war, dass durch die Erweiterung des Museumsgebäudes um den Medienbereich das Prinzip der Einfachheit der Mittel und das dichte Format beibehalten wurden.

## Bibliothek
Grundlage der kuratorischen und wissenschaftlichen Arbeit der Sammlung bildet eine Präsenzbibliothek mit etwa 7.000 Bänden, deren Schwerpunkt auf der Kunst der zweiten Hälfte des 20. und des angehenden 21. Jahrhunderts liegt. Hier finden sich Künstlermonografien zu allen Künstlern, die in der Sammlung vertreten sind sowie eine Auswahl internationaler Gruppen- und Ausstellungskataloge seit Ende der 1970er Jahre. Hinzu kommen Bestandskataloge wichtiger Museen, Sammlungen und Galerien sowie eine Auswahl wichtiger Kunstmagazine und -zeitschriften.

### Sammlungsarchiv
Das Sammlungsarchiv dokumentiert das Werk und die Entwicklung der Künstler der Sammlung Goetz ebenso wie die Sammlungsgeschichte. Die Benutzung für wissenschaftliche Zwecke ist nach Anmeldung möglich.

## Personal
Die Mitarbeiter der Sammlung Goetz kümmern sich kunsthistorisch, konservatorisch, restauratorisch und kuratorisch um die vielfältige Sammlung.

## Kooperationen
- Haus der Kunst (München)
- Filmmuseum München
- ZKM – Zentrum für Kunst und Medientechnologie Karlsruhe
- Neues Museum Weimar
- Landeshauptstadt München
- Neues Museum Weserburg Bremen
- Kunstmuseum Bergen
- Fries Museum Leeuwarden
- Staatliche Kunsthalle Baden-Baden
- Museum Villa Stuck, München
- Deichtorhallen, Hamburg
- Staatliche Galerie Rudolfinum Prag
- Kunsthallen Brandts, Odense
- Seedamm Kulturzentrum, Pfäffikon
- The Centre for Contemporary Art – Ujazdowski Castle in Warschau
- ZKMax, München
- Haus für Medienkunst Oldenburg, Oldenburg
- Münchner Volkshochschule